# Großkämmerer von Frankreich
Der Großkämmerer von Frankreich (frz. Le Grand chambrier de France) war eines der ältesten Großämter der Krone Frankreichs im Mittelalter und während des Ancien Régime. Es gehörte der Ämtergruppe an, deren Amtsinhaber ab dem Tag der Amtseinführung einen erblichen Adelstitel ersten Grades (Adelung durch ein Staatsamt) erhielten.
Der Großkämmerer war zunächst der "Herr der königlichen Gemächer" (ursprünglich des Schlafgemaches und der Garderobe des Monarchen). Zu Beginn der kapetingischen Dynastie führte er zusätzlich den königlichen Schatz (Trésor Royal), war also Kronschatzmeister und oberster Finanzbeamter. Die Aufgabe teilte er sich später mit dem Großmundschenk von Frankreich (Grand bouteiller de France). Das Amt gehörte zu den fünf Großämtern der Krone. Vom damaligen Großkammerherrn von Frankreich (Grand chambellan de France), der damals nur auf den königlichen Haushalt beschränkt war, unterschied es sich durch einen größeren Machtbereich, wie das Abzeichnen wichtiger Urkunden und wichtiger Briefe des Königs. Er war zusätzlich auch Richter innerhalb der von den Pairs von Frankreich gestellten Gerichtsversammlungen. Zeitweise war er höherrangig als der Konnetabel von Frankreich. Im Oktober des Jahres 1545 schaffte König Franz I. dieses Kronamt ab. Die Aufgaben des aufgehobenen Amtes des Großkämmerers (Grand chambrier) wurden im 16. Jahrhundert vom Amt des Großkammerherrn (Grand chambellan) übernommen, dessen Befugnisse zunahmen und der zugleich auch Siegelbewahrer des Königs wurde.

## Liste der Großkämmerer der Krone Frankreichs
- 1061–1108: Walram (Galeran) von Senlis (Blanchard Silvanectensis (de Senlis) )
- 1108–1121: Guido (Guy) von Senlis (Silvanectensis)
- 1121–1130: Wilhelm (Guillaume) von Senlis (Silvanectensis)
- 1130–1150?: Alberich I. von Dammartin
- 1151–1175: Matthäus II., Graf von Beaumont-sur-Oise (Haus Beaumont-sur-Oise)
- 1178–1191: Adam I. von Beaumont-Gâtinais
- 1190–1207: Matthäus III. de Beaumont-sur-Oise
- 1208–1237: Bartholomäus (Barthélemy) von Roye
- 1240–1256: Johann I. von Beaumont-Gâtinais
- 1240–1256: Jean de Nanteuil (lat.de Nantolio)[1][2][3][4]
- 1260–1270: Alfons von Brienne
- 1270–1277: Érard de Valéry
- 1277–1306: Louis I. de Bourbon
- 1312–1342: Charles I. de Bourbon (* 1401; † 1456)
- 1364–1380: Jean de Nanteuil (de Nantouillet[1], de Nantolio)[5]
- 1434–1456: Charles I. de Bourbon (* 1401; † 1456)
- 1458–1488: Jean II. de Bourbon
- 1488–1503: Pierre II. de Bourbon
- 1520–1527: Charles III. de Bourbon
- 1527–1545: Charles II. d’Orléans